# Lagoa Pequena
Lagoa Pequena este o arie protejată (arie de protecție specială avifaunistică — SPA) din Portugalia întinsă pe o suprafață de 68,77 ha, integral pe uscat.

## Localizare
Centrul sitului Lagoa Pequena este situat la coordonatele 38°31′25″N 9°08′51″W / 38.523535°N 9.147435°V.

## Înființare
Situl Lagoa Pequena a fost declarat arie de protecție specială avifaunistică în august 1999 pentru a proteja 49 de specii de animale.

## Biodiversitate
Situată în ecoregiunea mediteraneană, aria protejată nu include niciun habitat protejat.
La baza desemnării sitului se află mai multe specii protejate:
- păsări (48): lăcar mare (Acrocephalus arundinaceus), pitulice de apă (Acrocephalus paludicola), lăcar-de-rogoz (Acrocephalus schoenobaenus), lăcar-de-lac (Acrocephalus scirpaceus), fluierar de munte (Actitis hypoleucos), pescăruș albastru (Alcedo atthis), rață lingurar (Anas clypeata), rață pitică (Anas crecca), rață mare (Anas platyrhynchos), rață pestriță (Anas strepera), fâsă de luncă (Anthus pratensis), fâsă de pădure (Anthus spinoletta), stârc roșu (Ardea purpurea), rață roșie (Aythya nyroca), buhai de baltă (Botaurus stellaris), Calidris alba, caprimulg (Caprimulgus europaeus), scatiu (Carduelis spinus), chirighiță neagră (Chlidonias niger), egretă mică (Egretta garzetta), muscar negru (Ficedula hypoleuca), becațină comună (Gallinago gallinago), acvilă pitică (Hieraaetus pennatus), piciorong (Himantopus himantopus), Hippolais polyglotta, rândunică (Hirundo rustica), stârc pitic (Ixobrychus minutus), pescăruș-cu-cap-negru (Larus melanocephalus), pescăruș râzător (Larus ridibundus), ciocârlie de pădure (Lullula arborea), gușă albastră (Luscinia svecica), codobatură galbenă (Motacilla alba), codobatura galbenă (Motacilla flava), pietrar sur (Oenanthe oenanthe), vultur pescar (Pandion haliaetus), cormoran mare (Phalacrocorax carbo), pitulice-fluierătoare (Phylloscopus trochilus), corcodel-cu-gât-negru (Podiceps nigricollis), Porphyrio porphyrio, chiră mică (Sterna albifrons), chiră de mare (Sterna sandvicensis), turturică (Streptopelia turtur), silvie de zăvoi (Sylvia borin), silvie de câmp (Sylvia communis), fluierar de mlaștină (Tringa glareola), fluierarul de zăvoi (Tringa ochropus), sturz-cântător (Turdus philomelos), nagâț (Vanellus vanellus)
- mamifere (1): vidră de râu (Lutra lutra)

Pe lângă speciile protejate, pe teritoriul sitului au mai fost identificate 3 specii de mamifere.